# X-Laws
Los X-Laws (llamados Soldados X en la versión latina del anime) son el grupo primario de antihéroes en el manga y anime Shaman King.Como Yoh y otros protagonistas de la historia, ellos se oponen a Hao Asakura. Sin embargo, sus métodos son mucho más despiadados y ásperos. A excepción de los miembros de X-I, todos los X-Laws conocidos son exmilitares. La mayor parte de sus miembros usan armas de fuego como medio para sus espíritus.
Los X-Laws creen ciegamente en la Doncella De hierro Jeanne y sus ideales; por consiguiente, ellos son completamente fieles a ella y harán todo lo necesario para asegurar que su misión sea completada. Como Jeanne, ellos están convencidos de que salvaran el mundo de la corrupción y el mal de Hao. Ellos eliminarán a alguien que está de pie en su camino, pues ellos creen que solo los unen a ellos están bien.
Cada miembro de X-Laws tiene un Arcángel como un espíritu acompañante. Estas entidades poderosas les son otorgadas por Jeanne, una vez que ella los considera dignos y realmente creedores a su causa. Los espíritus son guardados dentro de las municiones de un arma, y son en realidad el tsukumogami de coches. En el anime, todos los arcángeles fueron absorbidos por Morphine cuando los X-Laws fueron asesinados por Hao. El resultado era su "mejora" a Angel Advent.

## Miembros
La división de los X-Laws en equipos existe solo en el manga. En el anime, los X-Laws trabajan como un grupo colectivo en vez de dividirse en clásicos equipos de tres.

### Equipo X - I
Doncella de Hierro Jeanne
- Espíritu: Shamash
- Furyoku: 500,000
- Origen: Monte Saint-Michel, Francia
- Seiyu: Yui Horie

La líder de los X-Laws. Se convierte en Tao Jeanne tras su matrimonio con Len Tao. Tienen un hijo de nombre Men.
Marco - 2.º al mando de los X-laws
- Espíritu: Miguel
- Furyoku: 12,000
- Origen: Sicilia, Italia
- Cumpleaños: 17 de noviembre de 1973
- Seiyu: Akimitsu Takase

Marco es sumamente leal a Jeanne, y no dejará de tratar de alcanzar lo que él cree logrará los ideales de Jeanne de un mundo libre de la corrupción y el mal. Como Jeanne, él tiende a ver todo en blanco y negro. Los que apoyen a los X-Laws son considerados buenos y los que no lo hacen son automáticamente malos y aliados de Hao Asakura.
En el manga se revelan detalles del pasado de Marco que no aparecen en el anime. Marco era al principio un empresario que trabajaba vendiendo coches en su local "Super Marco" y un amigo íntimo de Luchist, el líder de los X-laws entonces. la empresa de Marco estuvo a punto de crear un nuevo coche deportivo, pero se rindió cuando Hao al parecer destruyó su casa y mató su familia entera, llevando a Marco a intentar el suicidio, sin embargo más tarde se uniría a Jeanne y los X-Laws con el propósito de obtener venganza
Marco tiene a Miguel en una pistola automática Beretta 93R. El nombre de Marco viene del anime y manga Chibi Maruko-chan, any de la marca de cigarros Marlboro.
Lyserg Diethel
- Espíritus: Morphine,
- Furyoku: 3,500
- Origen: Londres, Inglaterra
- Seiyu: Youko Soumi

El miembro más reciente del grupo. En el manga, Zeruel no sustituyó a Morphine sin embargo, en el anime, Lyserg abandonó su espíritu original a favor del Arcángel más poderoso. Notablemente, Zeruel es el único arcángel no nombrado un verdadero arcángel.

### Equipo X - II
Un trío compuesto por John Denbat, Porf Griffith, y Lucky Dirac. Ellos son asesinados en el anime con la mayor parte de los demás X-Laws durante su asalto final sobre Hao. En el manga, ellos mueren después de la pérdida del Equipo X-III. Después de la fe vencida en Marco, ellos deciden matar Hao atacando su oficina central. Sus espíritus son quemados por Hao, prohibiéndoles de esa manera la entrada tanto al Cielo como al infierno.
John Denbat
- Espíritu: Rafael
- Origen: Inglaterra

Un antiguo miembro del SAS. En el manga, Denbat junto al Equipo X-II intenta matar a Hao pero falla; maldice a Hao por matar a sus compañeros cuando él comprende que Porf y Luckt están muertos. Hao pregunta por qué Denbat decide estar de pie contra él en vez de huir si Denbat era consciente de que Porf y Lucky probablemente morirían en el proceso. Denbat, consciente de las consecuencias posibles, había preparado un satélite de prueba en el espacio con un láser conocido como XDI. Denbat dispara el láser hacia Hao; la ráfaga es desviada alrededor de ellos y Denbat encuentra su final desafortunado por la mano de Hao.
El espíritu de Denbat, Rafael, es sostenido dentro de las municiones de un lanzagranadas. Su nombre está basado en cigarrillos Golden Bat.
Pofe Griffith
- Epiritu: Sariel
- Origen: Estados Unidos

Un antiguo miembro de la Fuerza Delta y un francotirador. En el manga, él es asesinado por Hao después ser distraído por sus gritos.
Sariel se encuentra en un Remington 700. el nombre de Pofe viene de los cigarros Hope y del TVR Griffith.
Lucky Dirac (Larch)
- Epiritu: Uriel
- Origen: Estados Unidos

Antiguo miembro de la Fuerza Delta. En el manga, él se entera por una transmisión de radio de Pofe siendo asesinado por Hao. Intenta correr, pero es asesinado por este.
Uriel es mantenido en una bazooka. El nombre Lucky viene de los cigarrillos Lark y los autos Cadillac.

### Equipo X - III
Un trío formado por Benstar (Bunstar), Cebin (Kevin), y Miine (Meene). En el anime, ellos son asesinados durante el asalto final de los X-Laws sobre Hao, mientras que en el manga son asesinados a principios del Torneo de shamánes por Hao, cuando él desafía al grupo entero en combate. Sus almas y sus espíritus son consumidos por el Espíritu de Fuego en el capítulo 140.
Chris Benstar
- Espíritu: Metatron (Hummer H1)
- Furyoku: 10,500
- Origen: Estados Unidos
- Nacimiento: 6 de mayo de 1961
- Seiyu: Seiji Sasaki

Un soldado que sirvió en la guerra del Golfo. En el manga, él es empalado por el Espíritu de Fuego después de que Kevin y Miine son asesinados. Después de que el anunciador de Pelea de Shamanes dice a Benstar que el escudo usado en el torneo es el más fuerte en el mundo, Benstar revela su arma, la Granada X, y la detona en una tentativa de destruir a Hao sacrificando su propia vida en el proceso, no sin asegurar que Jeanne no sería perjudicada en el proceso. La Granada X consume todo el oxígeno en el área inmediatamente, pero no destruye Hao ni al Espíritu de Fuego, ya que Hao fue capaz de usar sus poderes como un onmyoji para cambiar la esencia del Espíritu de Fuego en agua.
Metatron es guardado en un lanzacohetes. El nombre Benstar viene de la marca de cigarros seven stars.
Cebin Mendel (Kevin)
- Epiritu: Remiel (300SL Coupe)
- Furyoku: 9,700
- Nacimiento: 18 de septiembre de 1971
- Origen: Austria

Un antiguo miembro de la Unidad de Cobra que busca venganza sobre Hao. Él lleva una máscara para cubrir su cara desfigurada, causada por la combustión del Espíritu de Fuego en una pelea que tuvo contra Hao diez años antes del Torneo de shamanes. En el manga, él es asesinado un poco después que Miine.
Cebin hospeda a Remiel en armas especiales que se parecen a antebrazos humanos. Su nombre viene de los cigarros Cabin y de Gregor Mendel. le gusta cantar en coro, su alimento favorito es Sachertorte.
Miine Montgomery (A veces escrito: Meene)
- Epiritu: Gabriel (Alfa Romeo Giulietta SZ)
- Furyoku: 8,300
- Origen: Canadá
- Nacimiento: 26 de enero de 1981
- Seiyu: Tomoko Kawakami

Antigua miembro de las Fuerzas canadienses Especiales y el único miembro femenino del grupo, además de la Doncella Jeanne. En el anime, se muestra más sensible y reúne a morphine con Lyserg quien se encontraba desilusionado, con la esperanza de que él abandonará el grupo y no fuera asesinado como el resto de los X-Laws que sobreviven intentando derrotar Hao. En el manga, sin embargo, ella es el primer miembro de Equipo X-III en ser asesinado por Hao.
Miine guarda a Gabriel en una pistola Luger P08.Su nombre viene de los cigarros Mine y de Lucy Maud Montgomery.

### Otros
Luchist Lasso
- Fundador de los X-Laws y exmiembro
- Espíritu: Lucifer (Lamborghini Countach LP400)

Fundador de los X-Laws. Luchist era fue quien encontró a Jeanne cuando era solo una niña huérfana y es probablemente el que le otorgó sus poderes shamánicos. Su arma tiene escrito SWORD 000, lo que significa que Lucifer fue creado antes que los otros ángeles y es el también más poderoso.
Luchist actúa como el rival principal de Marco. Después de que Marco perdió a su familia cuando era un niño, fue criado por Luchist, quien se convirtió en mentor de Marco. Los dos compartieron una relación buena como amigos íntimos y trabajaron como distribuidores de coches. La decisión de Luchist de desertar de los X-Laws y seguir a Hao Asakura, fue un golpe devastador para Marco, quien volvió la justicia sobre su antiguo maestro y amigo.
Lucifer es guardado en un revólver.El nombre de Luchist vien de los cigarros Lucky Strikes y de lucifer.
Hans Reiheit (Primera aparición en el Volumen 30)
- Miembro exiliado de los X-Laws
- Espirit: Azazel (Tanque)
- Origen: Austria

El miembro más peligroso del grupo debido a su espíritu, el ángel Azazel. Azazel tiene un nivel de reiyoku de 470,000, que es más alto que el reiyoku de 300,000 del Espíritu de Fuego. Pero él no es capaz de derrotar Hao, ya que aunque su ángel es más poderoso que el Espíritu de Fuego, Reiheit solo posee suficiente furyoku para mantener su oversoul durante tres segundos. Hao Asakura, por el contrario, tiene bastante furyoku para formar al Espíritu de Fuego cuatro veces.
Azazel es guardado en un Steyr AUG. El nombre de Reihet viene de los cigarros Hi-Lite.
- Datos: Q11705367